# Meillonnas
Meillonnas és un municipi francès situat al departament de l'Ain i a la regió d'Alvèrnia-Roine-Alps. L'any 2007 tenia 1.295 habitants.

## Demografia

### Població
El 2007 la població de fet de Meillonnas era de 1.295 persones. Hi havia 500 famílies de les quals 108 eren unipersonals (48 homes vivint sols i 60 dones vivint soles), 196 parelles sense fills, 176 parelles amb fills i 20 famílies monoparentals amb fills.
La població ha evolucionat segons el següent gràfic:
Habitants censats

### Habitatges
El 2007 hi havia 554 habitatges, 496 eren l'habitatge principal de la família, 20 eren segones residències i 39 estaven desocupats. 498 eren cases i 54 eren apartaments. Dels 496 habitatges principals, 399 estaven ocupats pels seus propietaris, 89 estaven llogats i ocupats pels llogaters i 8 estaven cedits a títol gratuït; 1 tenia una cambra, 18 en tenien dues, 48 en tenien tres, 88 en tenien quatre i 340 en tenien cinc o més. 401 habitatges disposaven pel capbaix d'una plaça de pàrquing. A 164 habitatges hi havia un automòbil i a 316 n'hi havia dos o més.

### Piràmide de població
La piràmide de població per edats i sexe el 2009 era:
| Homes | Edats   | Dones |
| ----- | ------- | ----- |
| 0     | 95 o +  | 0     |
| 4     | 90 a 94 | 0     |
| 0     | 85 a 89 | 4     |
| 0     | 80 a 84 | 20    |
| 24    | 75 a 79 | 28    |
| 12    | 70 a 74 | 4     |
| 24    | 65 a 69 | 12    |
| 24    | 60 a 64 | 28    |
| 44    | 55 a 59 | 20    |
| 40    | 50 a 54 | 68    |
| 80    | 45 a 49 | 56    |
| 40    | 40 a 44 | 44    |
| 52    | 35 a 39 | 48    |
| 24    | 30 a 34 | 32    |
| 64    | 25 a 29 | 44    |
| 56    | 20 a 24 | 24    |
| 32    | 15 a 19 | 68    |
| 36    | 10 a 14 | 52    |
| 40    | 5 a 9   | 20    |
| 8     | 0 a 4   | 32    |

## Economia
El 2007 la població en edat de treballar era de 860 persones, 608 eren actives i 252 eren inactives. De les 608 persones actives 578 estaven ocupades (300 homes i 278 dones) i 30 estaven aturades (20 homes i 10 dones). De les 252 persones inactives 99 estaven jubilades, 62 estaven estudiant i 91 estaven classificades com a «altres inactius».

### Ingressos
El 2009 a Meillonnas hi havia 485 unitats fiscals que integraven 1.234,5 persones, la mediana anual d'ingressos fiscals per persona era de 22.286 €.

### Activitats econòmiques
Dels 58 establiments que hi havia el 2007, 1 era d'una empresa alimentària, 1 d'una empresa de fabricació de material elèctric, 3 d'empreses de fabricació d'altres productes industrials, 11 d'empreses de construcció, 10 d'empreses de comerç i reparació d'automòbils, 1 d'una empresa de transport, 2 d'empreses d'hostatgeria i restauració, 3 d'empreses financeres, 6 d'empreses immobiliàries, 9 d'empreses de serveis, 7 d'entitats de l'administració pública i 4 d'empreses classificades com a «altres activitats de serveis».
Dels 12 establiments de servei als particulars que hi havia el 2009, 1 era un taller de reparació d'automòbils i de material agrícola, 2 guixaires pintors, 2 fusteries, 1 lampisteria, 2 electricistes, 1 perruqueria, 2 restaurants i 1 agència immobiliària.
Dels 3 establiments comercials que hi havia el 2009, 1 era una botiga de més de 120 m², 1 una botiga de menys de 120 m² i 1 una fleca.
L'any 2000 a Meillonnas hi havia 25 explotacions agrícoles que ocupaven un total de 1.150 hectàrees.

## Equipaments sanitaris i escolars
El 2009 hi havia una escola elemental.

## Poblacions més properes
El següent diagrama mostra les poblacions més properes.